# 普客二四
普客二四株式會社（パーク24株式会社，Park24 Co., Ltd.）是日本的停車場管理公司。股票在東京證券交易所一部上市，是日本國內最大的停車場公司。該公司也設立了在臺子公司「台灣普客二四股份有限公司 」。

## 概要
普客二四在日本和台灣各地開設名為「Times」（日语：タイムズ）的投幣式收費停車場，也經營停車場管理、大型停車場或大樓停車場等各種與停車場相關的業務。「Times」現在成為日本國內最大的停車場網路。
創業者是知名的賽馬馬主西川清，目前由兒子西川光一擔任公司的执行董事。普客二四是日本「TOKYU POINT」的加盟店。

## 沿革
- 1971年 - 創業，成立株式會社西川商會（株式会社ニシカワ商会）。
- 1985年 - 株式會社西川商會內的停車場營運部門分離獨立，在日本東京都品川區的西五反田成立「普客二四株式會社」（パーク二四株式会社）。
- 1990年 - 與日本信號簽約成為零售代理商，開設了大阪支店和名古屋營業所。
- 1991年 - 開設橫濱營業所、大宮營業所（現為埼玉營業所）。24小時無人管理的計時出租停車場「Times」第一號機器正式啓用。
- 1992年 - 在東京都台東區成立以停車場收費業務的完全子公司「Times二四株式會社」。設立停车换乘類型的停車場。
- 1993年 - 株式會社西川商會解散，將停車場管理部門和保守部門讓渡予子公司Times二四株式會社。開設九州支店（現為福岡支店）、熊本營業所、鹿兒島營業所。
- 1994年 - 為了變更股票名稱，休眠狀態中的公司株式（新）普客二四株式會社（總社位於東京品川區，員為MICHINOKU資源開發株式會社）吸收合併了（舊）普客二四株式會社（總社位於東京大田區，是實際上的存續公司）。開設京都營業所。
- 1995年 - 開設千葉營業所・岡山營業所。Times台數達10,000台。
- 1996年 - 總社搬遷至東京品川區西五反田。
- 1998年 - Times台數達20,000台。設立子公司Times廣島株式會社（廣島縣內的區域連鎖事業）和Times Service株式會社（違規停車取締業務）。開設東北營業所。
- 1999年 - 在東京證券交易所市場第二部上場。Times台數達24,000台。
- 2000年 - 設立關係公司DORAIPAZU株式會社。在東京證券交易所市場第一部上場。開設札幌營業所。Times台數達30,000台。
- 2001年 - 設立超過40,000台Times機器。
- 2002年 - DORAIPAZU株式會社改為子公司。
- 2003年 - Times台數達70,000台。Times二四株式會社將Times廣島株式會社和Times Service株式會社合併。Times24株式會社更名為Times Service株式會社。
- 2004年 - Times台數達90,000台。
- 2005年 - Times台數達100,000台。
- 2006年 - 在臺灣台北市開設首間海外據點。Times停車場機器達150,000台。此外，與韓國GS集團旗下的GS Caltex合併，成立GS普客二四株式會社，在韓國內以「GS Times」作為品牌名稱經營停車場。
- 2007年 - 總公司搬遷至東京都千代田區有樂町。旗下Times Service株式會社的客戶服務業務轉移至DORAIPAZU株式會社，DORAIPAZU株式會社更名為Times Communication株式會社。
- 2008年 - 在臺灣成立子公司「普客二四停車場股份有限公司」（台湾パーク二四有限公司）。
- 2009年 - 「馬自達租車」公司（株式会社マツダレンタカー，今時代租車）轉型成為子公司。
- 2019年 - 「普客二四停車場股份有限公司」（台湾パーク二四有限公司）更名為「台灣普客二四股份有限公司」並同時與更新集團LOGO及停車場LOGO，目前在台灣有超過500個停車場據點。

## 智慧卡的支援
日本一部份的Times停車場可使用電子貨幣或智慧卡支付停車費，並提供「park and ride」的優惠服務。在日本支援的卡片包括nimoca、SUGOCA、快捷卡、Suica、PASMO、ICOCA、Pitapa、Kitaca等。在台灣則有部份提供使用悠遊卡及一卡通作為支付方式的Times停車場。

## 外部連結
- 台灣普客二四股份有限公司 （页面存档备份，存于）
- 普客二四日本總社 （页面存档备份，存于）